# 4076 Dörffel
4076 Dörffel eller 1982 UF4 är en asteroid i huvudbältet som upptäcktes den 19 oktober 1982 av den tyske astronomen Freimut Börngen vid Tautenburg-observatoriet. Den har fått sitt namn efter den tyske prästen och astronomen Georg S. Dörffel.
Asteroiden har en diameter på ungefär 8 kilometer och den tillhör asteroidgruppen Koronis.